# Shootin' for Love
Shootin' for Love é um filme norte-americano de 1923, do gênero faroeste, dirigido por Edward Sedgwick, com roteiro dele, Albert Kenyon e Raymond L. Schrock.